# Pandiaka milnei
Pandiaka milnei är en amarantväxtart som beskrevs av Karl Suessenguth och Overkott. Pandiaka milnei ingår i släktet Pandiaka och familjen amarantväxter. Inga underarter finns listade i Catalogue of Life.